# Ла Зуш, Джон, 7-й барон Зуш из Харингуорта
Джон ла Зуш (англ. John la Zouche; 1459 — март 1526, замок Кэри, Сомерсет, Королевство Англия) — английский аристократ, 7-й барон Зуш из Харингуорта, de jure 8-й барон Сент-Мор и 8-й барон Ловел из Кэри с 1468 года. Принадлежал к окружению короля Ричарда III, участвовал в Войнах Алой и Белой розы на стороне Йорков. После победы Тюдоров был признан изменником, на время потерял владения и титулы, но позже завоевал расположение новой власти.

## Биография
Джон ла Зуш принадлежал к старинному аристократическому семейству бретонского происхождения, представители которого с XII века владели землями в Англии (главным образом в Нортгемптоншире), а с 1308 года носили баронский титул. Дед Джона, Уильям ла Зуш, женился на баронессе Сент-Мор в своём праве (suo jure), и с этого времени семья владела ещё и наследством Сент-Моров. Вторым браком Уильям был женат на Элизабет Сент-Джон, единоутробной сестре Маргарет Бофорт (матери Генриха VII Тюдора); появившееся благодаря этому свойство сыграло важную роль в судьбе Джона.
Джон ла Зуш родился в 1459 году в семье Уильяма ла Зуша, 6-го барона Зуша, и его первой жены Кэтрин Ленталл (внучки 4-го барона Грея из Коднора). По-видимому, вскоре после рождения он потерял мать. В 1468 году умер и его отец, так что Джон стал 7-м бароном Зушем и 8-м бароном Сент-Мором. Его мачеха, Кэтрин Пламптон, вышла замуж во второй раз — за сэра Гилберта Дебенхэма, богатого землевладельца из Саффолка, довольно влиятельного при дворе Эдуарда IV; приёмная бабка, Элизабет Сент-Джон, не позже 1471 года стала женой Джона Скрупа, 5-го барона Скрупа из Болтона, ещё одного видного сторонника Йорков. Наконец, сестра Джона Маргарет вышла за сэра Уильяма Кейтсби, принадлежавшего к окружению Ричарда III. Все эти связи предопределили видное положение ла Зуша в составе йоркистской партии во время короткого правления Ричарда (1483—1485 годы).
Королю были нужны агенты влияния в Нортгемптоншире, так что он высоко ценил поддержку Джона. Барон со своей стороны старался использовать благосклонность монарха, чтобы усилить свои позиции в Корнуолле и Девоне, где находились владения его жены — Джоан Динхем. Однако в 1485 году Ричард потерпел поражение и погиб при Босворте, в бою с ланкастерским претендентом на корону Генрихом Тюдором. Ла Зуш тоже участвовал в этой битве и попал в плен, как и его зять Кейтсби. Последнего сразу после этого казнили, но Джону сохранили жизнь. Первый же парламент нового короля, Генриха VII, провозгласил барона изменником и конфисковал все его владения (ноябрь — декабрь 1485). В июле 1486 года ла Зуш был помилован и получил небольшую ренту; к 1489 году ему даже вернули часть семейных владений — но это были только те земли, которые его дед приобрёл во втором браке. Исследователи отмечают, что такая суровость Генриха в этом вопросе была частью его общей политики по отношению к баронам и крупному рыцарству: король регулярно штрафовал вассалов и ограничивал их в имущественных правах, чтобы держать в постоянном страхе за своё благополучие.
Ла Зуш старался завоевать милость монарха, участвуя в его походах (в частности, во французской экспедиции 1492 года), но особо в этом не преуспел. Ему катастрофически не хватало средств, так что барон фактически опустился до уровня рядового рыцаря. В 1495 году он был, наконец, восстановлен во всех своих правах благодаря заступничеству влиятельного придворного Реджинальда де Брея (тот получил плату за свою помощь, купив несколько поместий по заниженной цене) и матери короля, Маргарет Бофорт. Последняя с большим вниманием относилась ко всей своей многочисленной родне, так что даже внук мужа её сестры от предыдущего брака смог 
этим воспользоваться. Маргарет добилась не только возвращения ла Зушу всех его владений, но и предоставления пенсии его супруге. Известно, что в её доме воспитывались некоторые дети Джона.
В последующие годы барон участвовал в придворной жизни и был, по-видимому, на хорошем счету у короля. В 1500 году он был в числе лордов, сопровождавших Генриха VII в Кале, на встречу с эрцгерцогом Филиппом Австрийским, в 1501 году встречал прибывшую в Англию Екатерину Арагонскую, невесту принца Артура. О последнем периоде в жизни ла Зуша мало что известно. Он умер в своём замке Кэри в Сомерсете в марте 1526 года.

## Семья
Джон ла Зуш был женат на Джоан Динхем, дочери сэра Джона Динхема и Джоан Арчес. В этом браке родились:
- Джон (около 1486—1550), 8-й барон Зуш из Харингуорта и 9-й барон Сент-Мор[7];
- Уильям[7];
- Джейн, жена сэра Эдуарда Хангерфорда, мать Уолтера Хангерфорда, 1-го барона Хангерфорда из Хейтсбери[7];
- Кэтрин, жена Джона Кэри и сэра Роберта Брэндона[7];
- Маргарет[7];
- Сесили[7].